# Artur Boéris Audrá
Artur Boéris Audrá (São Paulo, 16 de setembro de 1917 - Taubaté, 6 de janeiro de 2000) foi um político, empresário e aviador brasileiro, eleito deputado federal por São Paulo em outubro de 1950, na legenda do Partido Trabalhista Brasileiro (PTB), assumindo seu mandato na Câmara em fevereiro do ano seguinte. Artur foi ainda um pioneiro da aviação civil no Brasil, sendo um dos primeiros pilotos brevetados em São Paulo.

## Biografia
Artur Boéris Audrá nasceu na cidade de São Paulo no dia 16 de setembro de 1917, filho de Mário Boéris Audrá e de Ângela Boéris Audrá. Foi casado com Maria Cecília Guisard Audrá, com quem teve dois filhos.
Foi sócio, junto com seu irmão Mário Audrá Júnior, da Companhia Cinematográfica Maristela.